# Taraxacum latisectum
Taraxacum latisectum là một loài thực vật có hoa trong họ Cúc. Loài này được H.Lindb. miêu tả khoa học đầu tiên.